# 君士坦丁纪念柱

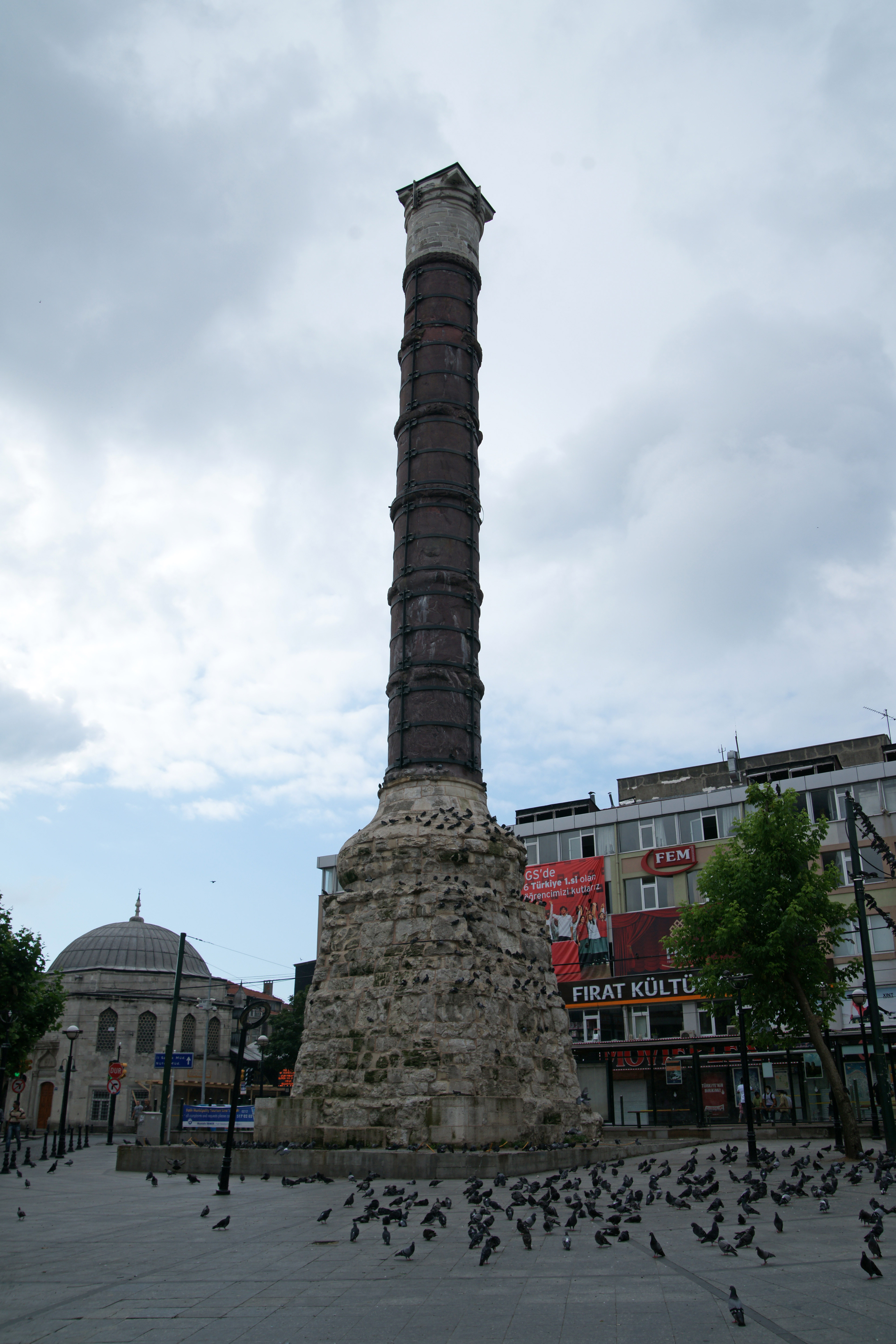
君士坦丁纪念柱

君士坦丁纪念柱，又名被烧之柱（土耳其語：Çemberlitaş sütunu）是一个罗马纪念柱，由罗马帝国皇帝君士坦丁大帝下令修建于330年，用来纪念拜占庭改名新罗马（Nova Roma），作为罗马帝国的新首都。君士坦丁纪念柱位于伊斯坦布尔老城中心的亲兵街（Yeniçeriler Caddesi），沿着古老的帝国议会路（Divan Yolu），介于苏丹艾哈迈德广场（Sultanahmet，原名君士坦丁堡赛马场）和巴耶济德广场（在罗马时期称为狄奧多西广场）之间。

## 历史

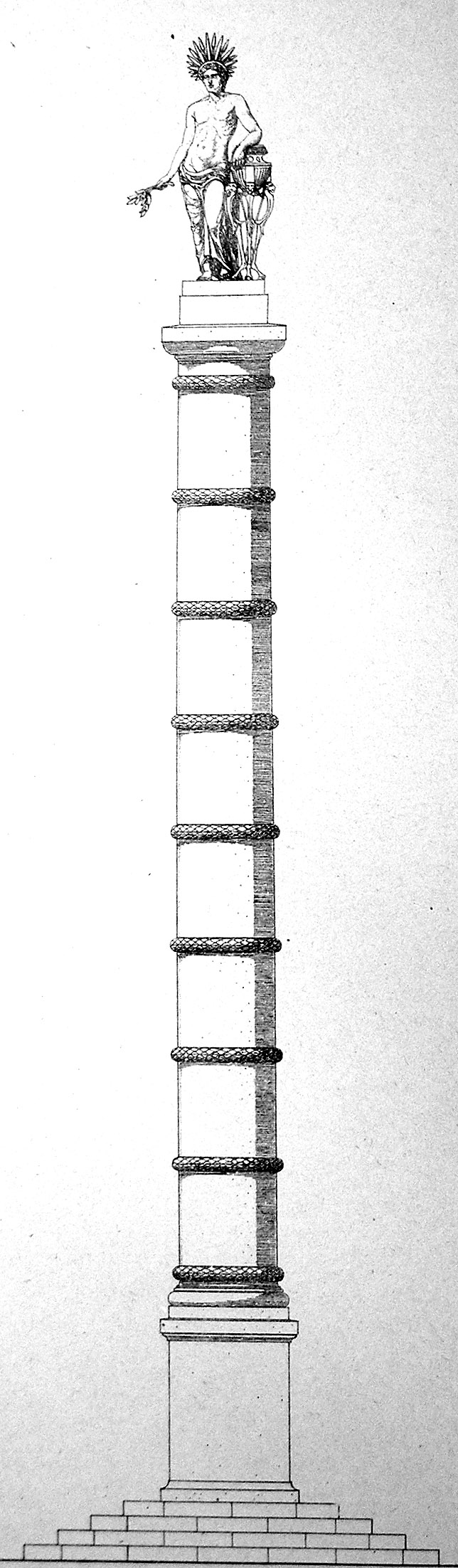
君士坦丁纪念柱原貌

公元330年5月11日，君士坦丁纪念柱奉献，举行了基督教和异教徒混合仪式。
君士坦丁纪念柱位于君士坦丁广场（今天称为Çemberlitaş 广场）的中央，这个椭圆形的广场位于城墙外面，当时柱高50米，分为九段，用斑岩砌筑，顶部是君士坦丁雕像，采用阿波罗形象。他拿的球据说含有真十字架片段. 在君士坦丁纪念柱的底部是一个神龛，保存的圣物据称有：在各各他与耶稣基督一同被钉的两个强盗的十字架，发生饼和鱼奇迹的筐，抹大拉的马利亚的雪花石膏油膏罐，她用香膏为耶稣洗脚。雅典娜木制雕像来自特洛伊。
1106年的大风吹倒了雕像和上部的三段。几年以后，拜占庭帝国皇帝曼努埃尔一世（1143年至1180年在位）在顶部安放了十字架，取代原来的雕像，并增加了题词，上面写着“忠实的曼努埃尔复活了这被时间破坏的神圣艺术品”。1204年，洗劫该市的第四次十字军取走了上面的青铜。1453年君士坦丁堡的陷落以后，奥斯曼土耳其人取下了十字架。  
1779年的地震和大火摧毁了君士坦丁纪念柱周围的街区，留下黑色烧焦的痕迹，因而得名被烧之柱。阿卜杜勒哈米德一世进行了修复，增加了现在的砖石基础。基础在1779年进行加固。原来的平台现在位于地面以下2.5米。

## 现状
君士坦丁纪念柱是伊斯坦布尔最重要的罗马艺术品之一。它今天高35米。修复工作自1955年开始，填补了裂缝，1972年更换了金属支架。1985年，伊斯坦布尔半岛的历史古迹，包括君士坦丁纪念柱在内，已被列为世界遗产。

## 外部連結
维基共享资源上的相關多媒體資源：君士坦丁纪念柱
- Reconstruction of the Forum of Constantine in Istanbul（页面存档备份，存于）
- 土耳其君士坦丁堡的被烧之柱（又名君士坦丁纪念柱）（页面存档备份，存于）

41°00′31″N 28°58′16″E / 41.00861°N 28.97111°E